# Ennedi
|  | Per a altres significats, vegeu «Regió d’Ennedi». |

L'altiplà Ennedi està situat al nord-est del Txad, dins la regió Bourkou-Ennedi-Tibesti, està format per pedra sorrenca i es troba al mig del desert del Sàhara.

## Fauna
Hi ha una fauna rica que inclou el cocodril del Nil, que en el període neolític subpluvial habitava tot el Sàhara. Els cocodrils de l'Ennedi presenten nanisme motivat pel seu aïllament. Només sobreviuen en les poques zones amb aigua com el guelta d'Archei i estan amenaçats d'extinció. Aquí, en la dècada de 1940 es va veure el darrer lleó del Sàhara, actualment extint. Poques vegades es poden veure algunes espècies poc comunes d'Oryx com el de banya de simitarra. Pertany a la criptozoologia el suposat tigre d'Ennedi.

## Cultura
Hi ha petròglifs i pintures sobre la roca, com per exemple a Niola Doa.